# 路殺美食

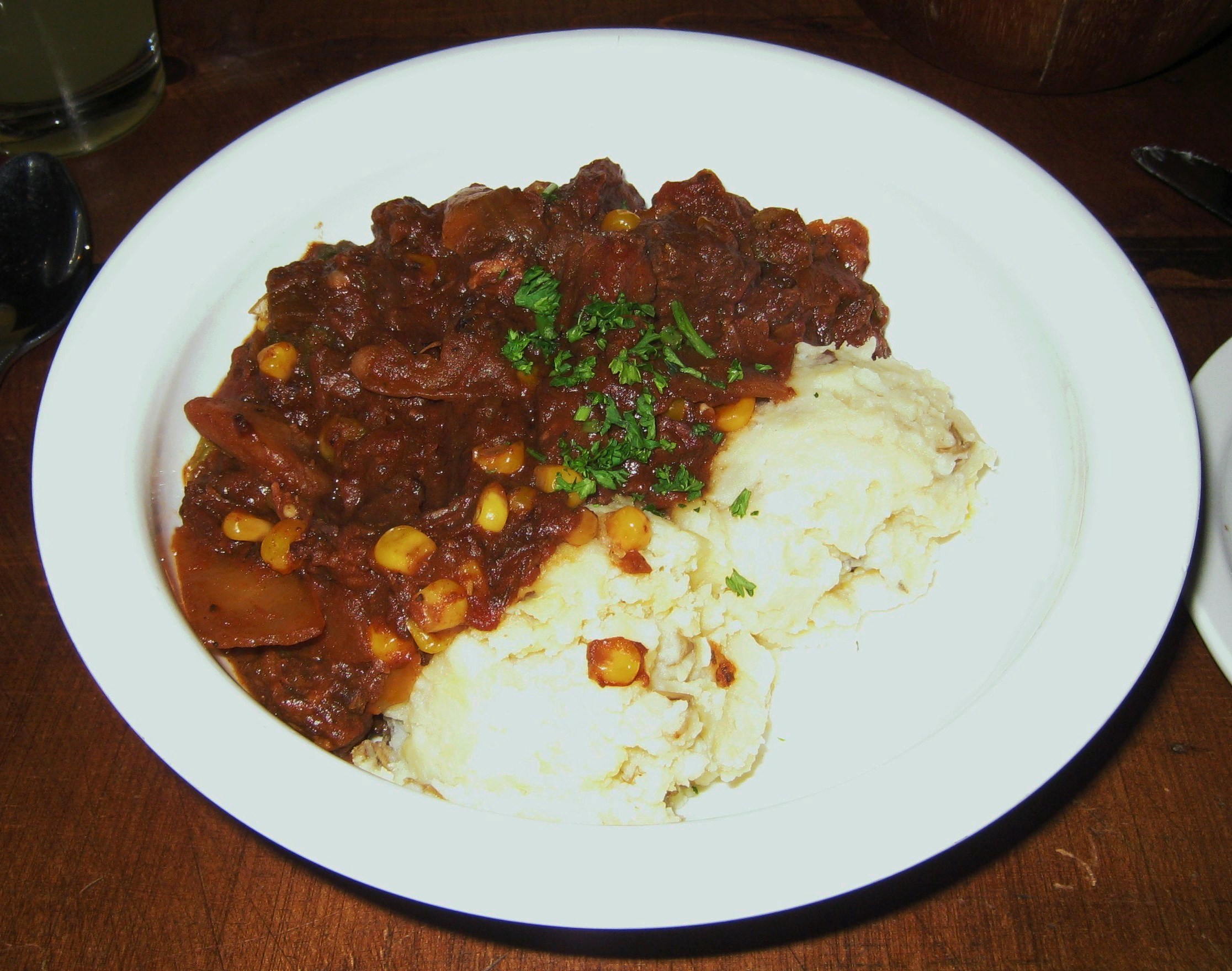
Kentucky burgoo, which sometimes contains roadkill.

路殺美食（roadkill cuisine）是指對路殺動物烹飪、以及烹調前的處理的稱呼，即「以道路上被車輛撞死的動物屍體為食」。這是一種在美国、加拿大南部、英国或其他西方國家，甚或在這些國家以外的其他地區出現的小型次文化。當然，這也有可能只是都市傳說或幽默的主題。
這些「被輾死的動物」在北美洲一般都是誤闖公路的鹿或麋鹿，但也有可能是其他動物的。例如過往曾在美國西維吉尼亞州馬靈頓的「路殺烹飪大賽」中出現過鼠肉。
大型動物包括有鹿科物種、加拿大馬鹿、駝鹿及熊科都是在美國經常被車撞倒的動物，較小型的如松鼠、負鼠科物種、犰狳、浣熊、臭鼬、鳥類（例如野雞）及兔子等物種 
。由於擔心路殺動物可能會有寄生蟲，這些路殺動物通常在死後不夠立即會被屠宰，而且這些動物的肉食會完全煮熟。食用這些路殺肉食的好處，除了花費較少，這些肉食所能提供的維他命及蛋白質本身較畜牧業產物為高，而且都以瘦肉為主，只有少量飽和脂肪，一般都不含添加劑及藥物。這樣的模式更加環保，也不會造成其他經濟動物的損害。事實上，單單在美國每年就有接近130萬頭鹿被車撞死。這些動物如果沒有明顯患病的話，其實跟打獵時獵殺的肉食無異。在法律上，食用路殺動物是合法的，在某些州份更是鼓勵，而在其他州份會要求肇事車主在屠宰路殺動物前要報備地方相關部門、又或加以嚴密控制、甚或完全禁止。有這一層差異，有時在流行文化裡，食用路殺動物的行為往往跟刻板印象聯繫，使人把這種做法與红脖子或未開化的人相關連。

## 圖庫

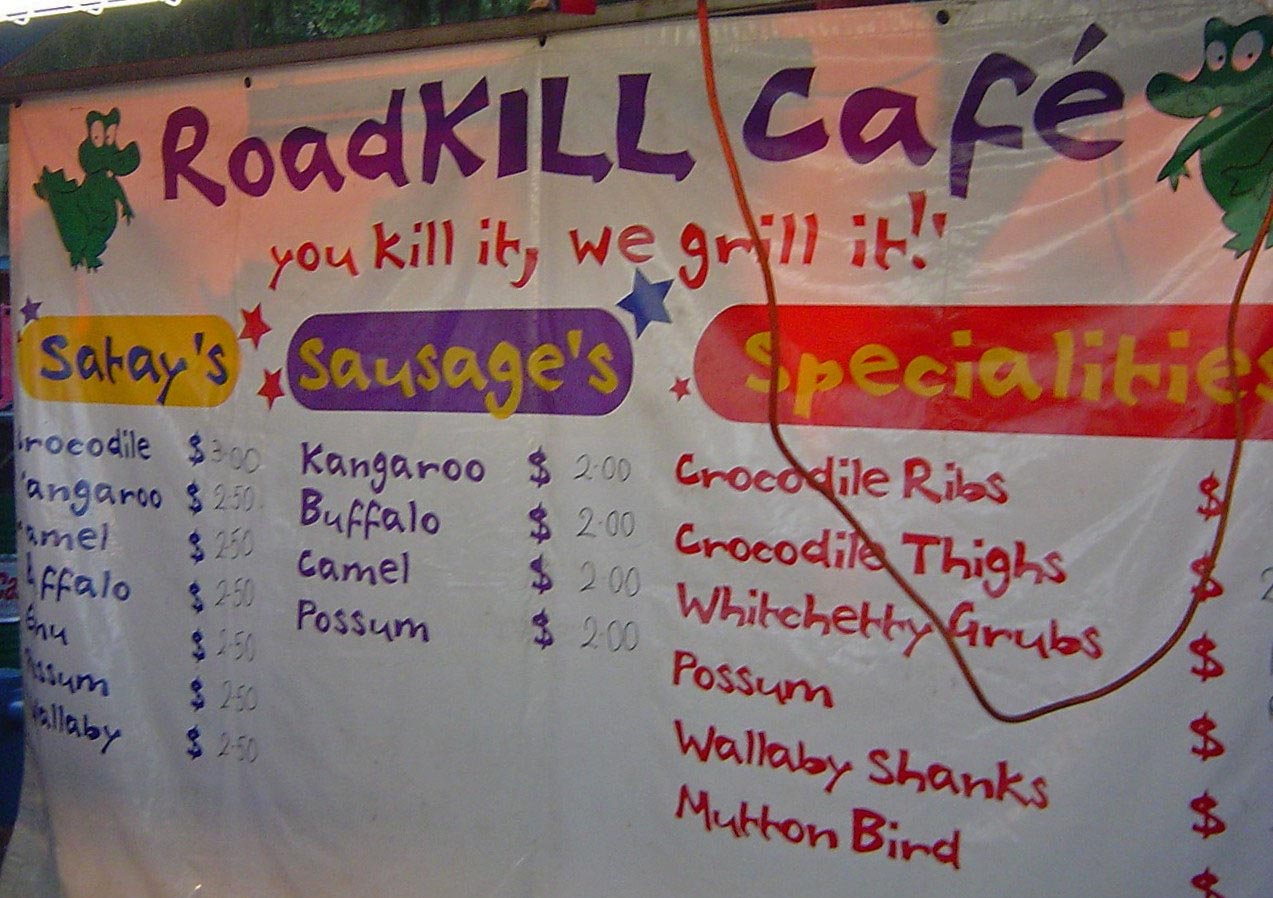
Roadkill Cafe at the Mindil Beach（英语：Mindil Beach, Northern Territory） Sunset Markets in 达尔文 (澳大利亚), Australia, carrying the motto "You kill it, we grill it "
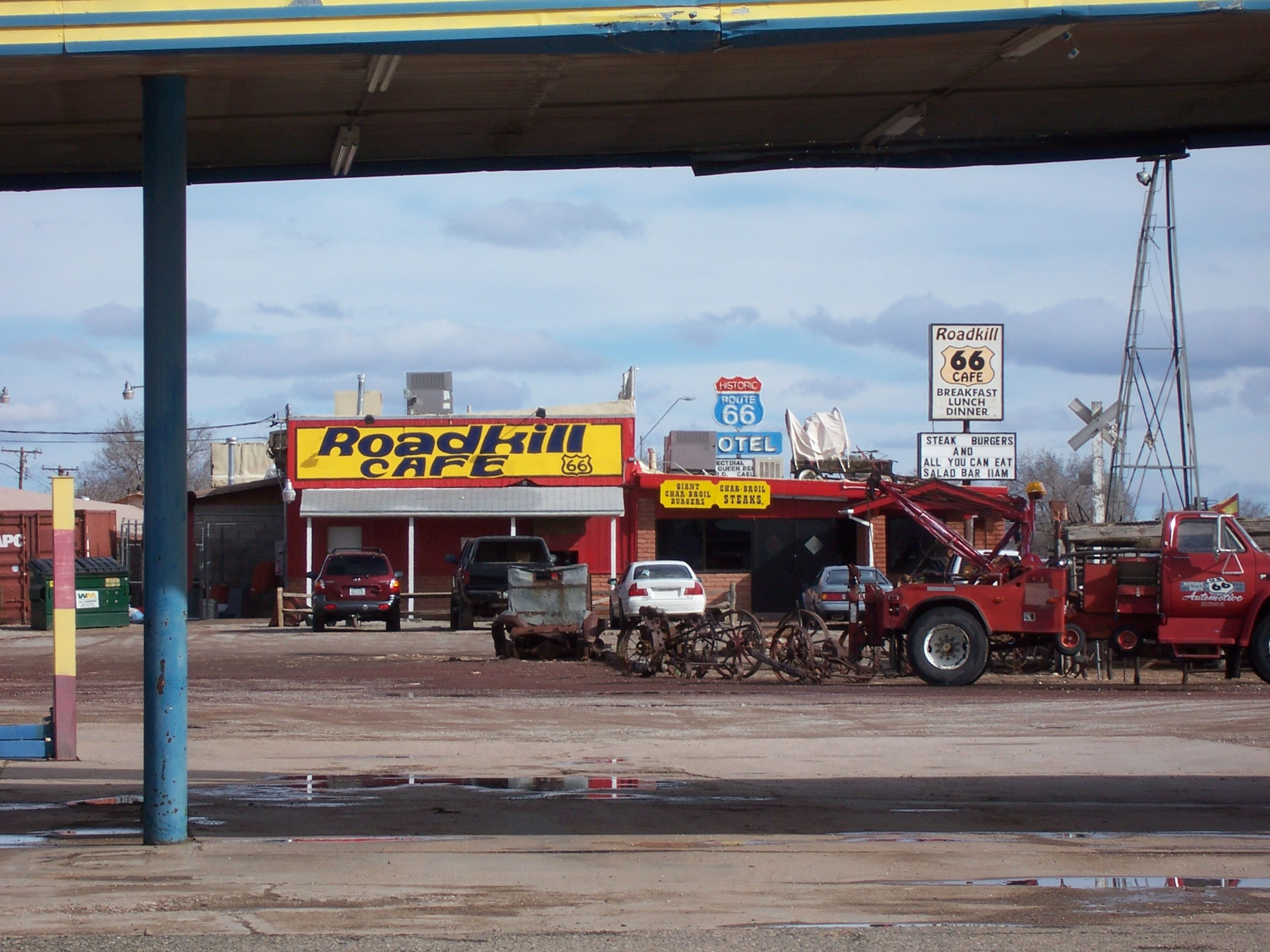
Roadkill Cafe in Seligman, Arizona

## 參看
- 丛林肉
- Double-dead meat（英语：Double-dead meat）
- Roadkill bingo（英语：Roadkill bingo）

## 外部連結
- . Michael Lehet (on Flickr).   [2009-08-16]. （原始内容存档于2021-11-16）.